# Ливовска-Гута
Ливовска-Гута (словац. Livovská Huta) — село и одноимённая община в округе Бардеёв Прешовского края Словакии.

## История
Впервые упоминается в 1773 году.
В селе есть греко-католическая церковь св. Иакова с 1937 года.

## Население
| Год:                | 1994 | 2004    | 2014     | 2024     |
| ------------------- | ---- | ------- | -------- | -------- |
| Количество человек: | 59   | 54      | 45       | 37       |
| Разница:            |      | −8,47 % | −16,66 % | −17,77 % |

В селе проживает 53 человек.
Национальный состав населения (по данным последней переписи населения 2001 года):
- словаки — 100,0%

Состав населения по принадлежности к религии состоянию на 2001 год:
- греко-католики — 96,30%
- не считают себя верующими или не принадлежат к одной вышеупомянутой церкви — 3,70%